# Njegoš Sikiraš
Njegoš Sikiraš (Pale, 11 aprile 1999) è un cestista bosniaco.